# VGA端子
VGA端子（英語：Video Graphics Array (VGA) connector），其他的名稱包括D-sub 15，或mini D15，是一种3排共15针的DE-15。VGA端子通常在電腦的显示卡、显示器及其他設備。是用作傳送模拟訊號。

## 第9針與DDC1
一般來說，第9針是沒有連線的；但對於新款支援DDC1的連線來說，會用到第9針，所以較舊型的顯示器會不能正常運作。